# Costișa
Costișa es una comuna ubicada en el distrito de Neamț, Rumania.

## Superficie
Posee una superficie de 26,64 kilómetros cuadrados.

## Demografía
Hasta 2021 la población era de 2747 habitantes, con una densidad de población de 103,1 habitantes por kilómetro cuadrado.